# 34351 Decatur
34351 Decatur este un asteroid din centura principală de asteroizi.

## Descriere
34351 Decatur este un asteroid din centura principală de asteroizi. A fost descoperit pe 3 septembrie 2000 la Emerald Lane de Loren Ball. El prezintă o orbită caracterizată de o semiaxă mare de 2,95 ua, o excentricitate de 0,07 și o înclinație de 1,3° în raport cu ecliptica.